# Гафуров, Анвар Хусаинович
Анвар Хусаинович Гафуров (узб. Anvar Husainovich G'ofurov, Анвар Ҳусаинович Ғофуров; род. 14 мая 1982 года; Самарканд, Узбекская ССР, СССР) — узбекский футболист, игравший на позиции защитника. Выступал за сборную Узбекистана.

## Карьера
Анвар Гафуров начал свою профессиональную карьеру в 2000 году в составе джизакской «Согдианы». В 2002 году он перешёл в ташкентский «Пахтакор» но уже в 2003 году подписал контракт с наманганским «Навбахором».
В 2005 году он перешёл в самаркандское «Динамо» но продержавшись всего один сезон, перешёл в состав команды «Машъаль». В составе «Машъаля» Гафуров играл до 2008 года и в следующем году подписал контракт с ташкентским «Бунёдкором». До сегодняшнего времени Гафуров играл в составе «Бунёдкора» в 84 матчах и забил 3 гола.

### Карьера в сборной
В составе национальной сборной Узбекистана Гафуров начал играть в 2007 году. Свою карьеру в сборной, он закончил в 2010 году. В общей сложности он играл в составе сборной в 21 матчах и забил один гол.

## Достижения
«Пахтакор»
- Чемпион Узбекистана: 2002
- Обладатель Кубка Узбекистана: 2002

«Машъал»
- Бронзовый призёр Чемпионата Узбекистана: 2007

«Бунёдкор»
- Чемпион Узбекистана: 2009, 2010, 2011, 2013
- Вице-чемпион Узбекистана: 2012
- Обладатель Кубка Узбекистана: 2010, 2012, 2013
- Финалист Кубка Узбекистана: 2009, 2014
- Обладатель Суперкубка Узбекистана: 2013